# Rémi Granier
Pour les articles homonymes, voir Granier.
Rémi Granier est un joueur français de volley-ball né le 16 mai 1987 à Bergerac (Dordogne). Il mesure 2,00 m et joue central.

## Clubs
| Club                  | Pays   | De        | À         |
| --------------------- | ------ | --------- | --------- |
| Arago de Sète         | France | 2006-2007 | 2010-2011 |
| Avignon Volley-Ball   | France | 2011-2012 | 2012-2013 |
| Volley Club de Gignac | France | 2017-2018 | ...       |

## Palmarès
- Championnat de France Ligue B
  - Vainqueur : 2012
- Coupe de la ligue Occitanie
  - Vainqueur : 2018